# Boviànum
Boviànum (grec: Bovianum; grec antic: Βοΐανόν, o Βουΐανον) va ser una ciutat del Samni, al centre del país, a la vora de les fonts del riu Tifernos i rodejada de muntanyes. Segons Titus Livi era capital de la tribu samnita dels Pentris. i una ciutat poderosa i rica.
No va jugar gairebé cap paper en les guerres entre romans i samnites, ni tanmateix a la segona que es va lliurar en bona part al territori dels pentris. L'any 314 aC els cònsols romans Marc Peteli Libó Visol i Gai Sulpici Llong la van assetjar sense èxit, però la va conquerir tres anys després, el 311 aC, Gai Juni Bubulc Brut, que hi va fer un botí més gran que a cap altra ciutat samnita. Sembla que els romans la van abandonar, ja que l'any 305 aC la van tornar a ocupar, però el 298 aC, en començar la tercera guerra samnita, ja l'havien tornat a evacuar i el cònsol Gneu Fulvi Màxim Centumal la va ocupar per tercer cop.
A la Segona Guerra Púnica va ser un dels quarters generals dels romans, perquè estava ben situada des del punt de vista militar. Durant la guerra social era la principal ciutat de tota la regió, i va ser capital dels confederats i seu del seu consell general després de la caiguda de Corfinium. Sul·la la va ocupar a l'assalt, però va caure de seguit en mans del general marsi Quint Pompedi Siló abans d'acabar la guerra, i va ser l'escenari del darrer triomf confederat. En la devastació que va seguir la guerra, la ciutat de Boviànum va ser destruïda i despoblada.
Juli Cèsar hi va establir una colònia, segurament anomenada Bovianum Undecumanorum, formada pels veterans de la Legió XI. Plini el Vell parla de dues colònies: Colònia Bovianum vetus et alterum cognomine Undecumanorum. Ambdues colònies es devien fusionar amb el temps i en els segles següents només es parla d'una colònia Boviànum que era un municipi amb un senat local i altres magistratures.
Un terratrèmol la va destruir al segle ix. S'han descobert restes de l'antiga ciutat. L'actual Bojano és propera al lloc de l'antiga ciutat. Theodor Mommsen situa Bovianum Undecumanorum a Bojano però pensa que Bovianum Vetus era a l'actual Pietrabbondante, prop d'Agnone, uns 30 km al nord, on s'han trobat les restes d'una antiga ciutat.